# Vườn quốc gia Lihué Calel
Vườn quốc gia Lihué Calel (tiếng Tây Ban Nha: Parque Nacional Lihue Calel) là một vườn quốc gia nằm ở Calel Lihue, trung tâm của tỉnh La Pampa, Argentina. Được thành lập vào năm 1977, nó có diện tích 99 km vuông.  Nghị định số 2149/90 ngày 10 tháng 10 năm 1990 chỉ định một khu vực trong vườn quốc gia như là một khu bảo tồn nghiêm ngặt.
Vườn quốc gia này bảo tồn các giá trị cả về tự nhiên lẫn văn hóa. Tại đây có các địa điểm khảo cổ học thời tiền sử của người Indian sinh sống và tương tác trong môi trường rừng núi với các bức tranh nghệ thuật đá là các họa tiết hình học màu đỏ và đen (có niên đại 2000 năm TCN) tại Valle de las Pinturas (Thung lũng các bức tranh). Các bức tranh mô tả các hoạt động săn bắt, hái lượm, công cụ đá, hạt giống, cây ăn quả, các loài động vật (lạc đà, Đà điểu, thú có mai)
Về tự nhiên, vườn quốc gia là nơi có nhiều loài thực vật điển hình như Jodina rhombifolia, Prosopis caldenia, Xương rồng (Cylindropuntia tunicata), loài đặc hữu gồm có các loài thuộc Họ Đậu và Họ Cúc. Ngoài ra, dương xỉ và địa y cũng có mặt tại đây.
Động vật hoang dã tại đây vô cùng đa dạng gồm các loài Gặm nhấm (Cuis, Viscacha, Ctenomys), Lạc đà thảo nguyên lớn, Chuột lang Patagon, Cáo, Chồn, Sư tử, Thằn lằn tegu đỏ Argentina, Thú có mai. Vườn quốc gia có khoảng 150 loài chim bản địa, trong đó phải kể đến Đa đa mào, Rhinocrypta lanceolata, Gubernatrix cristata, Thần ưng Andes, Cắt Caracara, Sơn ca Calandra, Đà điểu Nam Mỹ nhỏ và Vẹt đào hang..